# Plantas indeseables en Cuba
Una planta indeseable, maleza o mala hierba, es la que afecta el desarrollo normal, encarece o reduce la capacidad de producción agrícola, ganadera, forestal o acuícola de un ecosistema manejado por el hombre.

## Principales plantas indeseables en Cuba
Lista según Padrón Soroa (2002) con nombres comunes según Roig Mesa (1965):
Cassia occidentalis L. (Caesalpinaceae ) = Yerba hedionda 
Chamaesyce berteriana (B.) M. (Euphorbiaceae) 
Chamaesyce hirta (L.) Millsp. (Euphorbiaceae) = Golondrina 
Chamaesyce hyssopifolia (L.) Small (Euphorbiaceae) 
Chamaesyce prostrata (Ait.) Small (Euphorbiaceae) = Yerba de la niña 
Commelina diffusa Burn (Commelinaceae) 
Commelina erecta L. (Commelinaceae) 
Commelina longicaulis Jacq. (Commelinaceae) = Canutillo
Croton lobatus L. (Euphorbiaceae) = Frailecillo cimarrón
Cucumis anguria L. (Cucurbitaceae) = Pepino cimarrón
Cucumis dipsaceus Rex S. (Cucurbitaceae)
Cyperus alternifolius L. (Cyperaceae) = Farolito chino
Cyperus esculentus L. (Cyperaceae) = Chufa
Cyperus iria L. (Cyperaceae)
Cyperus rotundus L. (Cyperaceae) = Cebolleta
Desmodium canum (J. F. Gmel.) Schinz & Thellung (Fabaceae) = Amor seco
Dichrostachys cinerea (L.) W. & An. (Mimosaceae) = Marabú, Aroma
Dolichus minimus (L.) Medic. (Fabaceae) = Bejuco cangrejo 
Echinochloa colona (L.) Link. (Poaceae) = Armilán
Eichhornia azurea (Sw.) Kuntze. (Potederiaceae) = Jacinto de agua
Eleusine índica L. Gaertn. (Poaceae) = Millo africano
Emilia sonchifolia (L.) DC. (Asteraceae) = Clavel chino
Euphorbia heterophylla L. (Euphorbiaceae) = Corazón de María
Helenium quadridentatum Labill (Asteraceae)
Ipomea alba L. (Convolvulaceae) = Flor de la Y
Ipomea nil (L.) Roth (Convolvulaceae) = Aguinaldo azul claro
Ipomea tiliacea (Willd.) Choissy (Convolvulaceae) = Marrullero
Ipomea trifida L. (Convolvulaceae)
Ipomea triloba L. (Convolvulaceae) = Jabilla
Lepidium virginicum L. (Cruciferaceae) = Sabelección
Ludwigia suffruticosa (L.) H.Hara (Enoteraceae) = Clavellina
Macroptilium lathyroides (L.) Urb. (Fabaceae) = Maribari
Merremia umbellata (L.) Hall.f. (Convolvulaceae) = Aguinaldo amarillo
Mimosa pigra L. (Mimosaceae) = Sensitiva mimosa, Weyler
Mimosa pudica L. (Mimosaceae) = Dormidera
Momordica balsamina L. (Cucurbitaceae) = Cundeamor
Momordica charantia L. (Cucurbitaceae) = Cundeamor
Mucuna pruriens (L.) P.D.C. (Fabaceae) = Pica-pica
Orobanche ramosa L. (Orobanchaceae) = Yerba sosa
Parthenium hysterophorus L. (Asteraceae) = Escoba amarga
Paspalum conjugatum Berg. (Poaceae) = Cañamazo amargo
Paspalum fimbriatum (Poaceae)
Paspalum notatum Flügge (Poaceae) = Cambute
Paspalum paspaloide (M.) Scrinbn (Poaceae)
Paspalum virgatum L. (Poaceae) = Caguazo
Phaseolus vexillatus L. (Fabaceae) 
Portulaca oleracea L. (Portulacaceae) = Verdolaga
Rhynchosia minima (L.) DC (Fabaceae) = Bejuco cangrejo 
Rottboellia cochinchinensis (Lour.) Clayton (Poaceae) = Grama de caballo
Sida acuta Burm. (Malvaceae) = Malva de caballo
Sida rhombifolia L. (Malvaceae) = Malva de cochino
Sida spinosa L. (Malvaceae) = Malva de caballo
Sonchus oleraceus L. (Asteraceae) = Cerraja
Sorghum halepense (L.) Pers. (Poaceae) = Yerba de Don Carlos
Sporobolus indicus (L.) R. Br. (Poaceae) = Espartillo
Turbina corymbosa (L.) Rof. (Convolvulaceae) = Aguinaldo de Pascuas
Vernonia cinerea (L.) Less. (Asteraceae) = Machadita
Vigna vexilata (L.) A.Rich. (Fabaceae) = Bejuco marrullero 
Xanthium strumarium L. (Asteraceae) = Guisazo de Caballo